# Tridactylidae
Famille
Les Tridactylidae sont une famille d'insectes orthoptères.

## Distribution
Les espèces de cette famille se rencontrent sur tous les continents.

## Liste des genres
Selon Orthoptera Species File (28 juin 2018) :
- sous-famille Dentridactylinae Günther, 1979
  - genre Bruntridactylus Günther, 1979
  - genre Dentridactylus Günther, 1974
  - genre Paratridactylus Ebner, 1943
  - genre †Burmadactylus Heads, 2009
  - genre †Cascogryllus Poinar, 2018
  - genre †Guntheridactylus Azar & Nel, 2008
- sous-famille Tridactylinae Brullé, 1835
  - genre Afrotridactylus Günther, 1994
  - genre Asiotridactylus Günther, 1995
  - genre Ellipes Scudder, 1902
  - genre Neotridactylus Günther, 1972
  - genre Tridactylus Olivier, 1789
  - genre Xya Latreille, 1809
  - genre †Archaeoellipes Heads, 2010
  - genre †Cratodactylus Martins-Neto, 1990
- sous-famille †Mongoloxyinae Gorochov, 1992
  - genre †Baisoxya Gorochov & Maehr, 2008
  - genre †Birmitoxya Gorochov, 2010
  - genre †Cretoxya Gorochov, Jarzembowski & Coram, 2006
  - genre †Mongoloxya Gorochov, 1992
  - genre †Monodactyloides Sharov, 1968

## Publication originale
- Brullé, 1835 : Orthoptères et Hémiptères. Histoire naturelle des Insectes traitant de leur organisation et de leurs mœurs en général, par M.V. Audouin, et comprenant leur classification et la description des espèces par M. A. Brullé, F.D. Pillot, vol. 9, Paris p. 1-230.